# Most Precious Blood
I Most Precious Blood sono una band hardcore punk statunitense. Anche se classificato in questo genere, questo complesso presenta influenze provenienti da thrash metal, gothic rock e drum and bass. Essi rientrano nel filone dello straight edge, filosofia basata sul vegetarianismo e sulla privazione di alcol e droghe.
Gruppi da loro citati come massima fonte di ispirazione sono Agnostic Front, Unbroken, The Cure, The Sisters of Mercy, Sick of It All, Outspoken, Cro-Mags, Undertow. Sono, inoltre, supportatori delle associazioni animaliste PETA e ASPCA.

## Storia del gruppo
Il gruppo si formò a Brooklyn (New York) nell'estate del 2000, ad opera dei chitarristi Justin Brannan e Rachel Rosen, appena usciti dagli "Indecision".
A loro si aggiunse anche il cantante e il batterista di questa band, ovvero Tom Sheehan e Pat Flynn. Con questa formazione fu possibile pubblicare il primo album, Nothing in Vain nel 2001 con la produzione di ROn Thal, il quale poi andò a suonare per la band Guns N' Roses. La sua uscita era prevista per settembre ma dopo gli attentati terroristici contro le Torri Gemelle e il Pentagono venne posticipata nel mese di novembre.
In questo album, mentre gli altri membri suonano i loro rispettivi strumenti, Rosen, anziché la chitarra, suonò il basso, in quanto il gruppo non riuscirono a trovare qualcuno che potesse ricoprire questo ruolo. Flynn se ne andò appena finite le registrazioni del disco e fu sostituito da Sean McCann.
In seguito, i Most Precious Blood iniziarono l'attività live in varie zone degli Stati Uniti, supportando artisti come Sick of It All, Andrew W.K. e Throwdown.
Tornati dalle tournée, il cantante Sheehan annunciò la sua dipartita e fu sostituito da Rob Fusco, proveniente dai "One King Down" nonché istruttore di scacchi. Oltre a Fusco, fu ingaggiato il bassista Matt Miller, permettendo il ritorno alla chitarra di Rachel Rosen.
La rinomata formazione ritornò in studio incidendo Our Lady of Annihilation, pubblicato poi nel 2003. L'album ricevette molte attenzioni dagli amanti dell'hardcore punk ma destò anche moltissime critiche per la sua copertina, la quale presenta la Madonna imbottita di dinamite e fu immediatamente censurata, inserendo l'illustrazione di un adesivo commerciale sugli esplosivi. Nello stesso anno, il gruppo partecipò ad un disco tributo agli Slayer, Covered in Blood, eseguendo una cover di Necrophobic.
Nel 2005 hanno pubblicato sul mercato il loro disco più recente, Merciless con il nuovo batterista Colin Kercz. Anche questa volta, i Most Precious Blood suscitarono polemiche per la copertina del lavoro, raffigurante un cadavere in decomposizione in primo piano, e fu subito censurata.
Nel 2007 diedero il loro contributo nel produrre un album tributo alla band Sick of It All, intitolato Our Impact Will Be Felt e commercializzato l'8 maggio dello stesso anno, con l'aiuto della casa discografica Abacus Recordings.
Attualmente i membri del gruppo sono impegnati in altri progetti musicali; sembrerebbe che il novo album che uscirà nel 2009 si intitolerà Do Not Resuscitate

## Discografia
- 2001 - Nothing in Vain (Trustkill Records)
- 2003 - Our Lady of Annihilation (Trustkill Records)
- 2005 - Merciless (Trustkill Records)
- 2009 - Do Not Resuscitate

## Formazione

### Formazione attuale
- Rob Fusco — voce
- Justin Brannan — chitarra
- Rachel Rosen — chitarra, voce
- Matt Miller — basso
- Colin Kercz — batteria

### Ex componenti
- Tom Sheehan - voce (2000-2003)
- Sean McCann - batteria (2001-2004)